# WKG Marine-Flakschule Swinemünde
Die WKG Marine-Flakschule Swinemünde (Wettkampfgemeinschaft Marine-Flakschule Swinemünde, in Hardy Grünes Vereinslexikon als Kriegsmarine Swinemünde bezeichnet) war ein deutscher Militärsportverein aus der gleichnamigen pommerschen Stadt, dem heutigen Świnoujście.

## Geschichte
Ein erster Spielbetrieb des Vereins, dem Militärangehörige der in Swinemünde befindlichen Marine-Flakschule I angehörten, ist zur Spielzeit 1941/42 überliefert, als der Verein in der zweitklassigen 1. Klasse Bezirk 2 Greifenbezirk spielte. In der folgenden Saison gewann Swinemünde durch einen 8:4-Erfolg über den HSV Truppenluftschutzschule Greifswald die Kreisgruppe B und qualifizierte sich dadurch für die Aufstiegsrunde zur Gauliga Pommern 1943/44. Dort setzte sich der Verein nur dank des besseren Torquotienten gegenüber der WKG der BSG Hydrierwerke Pölitz und dem TSV 1860 Stralsund durch und stieg in die Erstklassigkeit auf. Die Gauliga-Spielzeit 1943/44 beendete die Wettkampfgemeinschaft auf Platz 3 von sechs teilnehmenden Mannschaften innerhalb des Abschnitts West. Der Verein stellte kriegsbedingt seinen Spielbetrieb nach dieser Saison ein und erlosch.

## Erfolge
- Spielzeiten in der Fußball-Gauliga Pommern: 1943/44